# 塭港福海宮
塭港福海宮是中華民國嘉義縣東石鄉塭港村的一座廟宇，主祀五府千歲及三奶夫人，明鄭時期塭港先民在海上發現一艘內有神像帆船，就將神像迎到庄內奉祀，後來開始有王船儀式，於農曆四月初一進行，至今仍維持由信眾扛船送王的特色，早上進行迎請客王、安五營、點眼等儀式，晚上十點舉行燒王船的儀式。
廟宇歷經修造，大正14年(1925年)改建為磚瓦水泥樣式，民國57年(1968年)增建拜亭。經年累月廟宇受損，又受防波岸堤築高影響。群眾再議重建廟宇，擇於民國68年(1979年)農曆2月吉旦破土動工。